# Sayonara Ryūsei, Konnichiwa Jinsei
Sayonara Ryūsei, Konnichiwa Jinsei (さようなら竜生、こんにちは人生?) es una serie de novelas ligeras japonesas escritas por Hiroaki Nagashima e ilustradas por Kisuke Ichimaru. La serie comenzó su serialización en línea en enero de 2013 en el sitio web de publicación de novelas generadas por usuarios Shōsetsuka ni Narō, y se trasladó al sitio web AlphaPolis en agosto de 2016. Posteriormente también fue adquirido por AlphaPolis, que ha publicado veinticuatro volúmenes desde abril de 2015. 
La adaptación a manga con arte de Kurono se ha serializado en línea a través del sitio web de manga AlphaPolis desde diciembre de 2015 y se ha recopilado en doce volúmenes de tankōbon. El manga se publica digitalmente en inglés a través de Alpha Manga. Una adaptación de la serie de televisión de anime producida por SynergySP y Vega Entertainment se estrenará en octubre de 2024.

## Argumento
El Dragón más antiguo y poderoso del mundo se cansó de su vida, así que elige morir cuando los héroes vengan por él. Pero sucede un giro inesperado después de su muerte, fue reencarnado como un humano. Él en su alivio, decide vivir una vida como un humano en todo su esplendor y recupera su voluntad de vivir... pero debido a su gran cantidad de poder mágico, él resulta envuelto en muchos problemas así que su misión es acabar con todo lo que moleste su tranquilidad y así disfrutar de su nueva vida con los amigos que encuentra en el camino.

## Personajes
Dolan (ドラン Doran?) (Dran en español)
 Seiyū: Shunsuke Takeuchi
Celina (セリナ Serina?) (Selia en español)
 Seiyū: Hitomi Sekine
Christina (クリスティーナ Kurisutīna?) (Cristina en español)
 Seiyū: Ayaka Ōhashi
Airi (アイリ?) (Airi en español)
 Seiyū: Akane Matsunaga
Deirdre (ディアドラ Diadora?) (Diadora en español)
 Seiyū: Mikoi Sasaki
Geo (ギオ Gio?) (Gio en español)
 Seiyū: Shōya Ishige
Fio (フィオ?) (Fio en español)
 Seiyū: Yurina Amami
Mar (マール Māru?) (Maru en español)
 Seiyū: Madoka Asahina
Geolude (ゲオルード Georūdo?)
 Seiyū: Masaaki Mizunaka
Raphrasia (ラフラシア Rafurashia?)
 Seiyū: Yui Ogura
Geren (ゲレン?)
 Seiyū: Yukihiro Nozuyama
Georg (ゲオルグ Georugu?)
 Seiyū: Satoshi Hino
Malida (マリーダ Marīda?) (Marida en español)
 Seiyū: Eriko Matsui
Leticia (レティシャ Retisha?) (Leticia en español)
 Seiyū: Misato Matsuoka
Caravis (Kalavis en español)
 Seiyū: Ruri Asano
Myraal (Mairal en español)
 Seiyū: Hisako Kanemoto
*Los nombres en español provienen del manga traducido, por lo que su uso se extiende en todo país de habla hispana

## Contenido de la obra

### Anime
El 15 de marzo de 2024 se anunció una adaptación de la serie de televisión de anime. La serie está producida por SynergySP y Vega Entertainment y dirigida por Kenichi Nishida, con Naokatsu Tsuda escribiendo los guiones de la serie, Nozomi Kawashige diseñando los personajes y Hanae Nakamura componiendo la música. Se estrenará en TBS el 11 de octubre de 2024. El tema de apertura, "Together Forever", es interpretado por LUN8, mientras que el tema final, "Kimi to Mita Keshiki", es interpretado por EverdreaM. Crunchyroll obtuvo la licencia de la serie fuera de Asia.